# 勝福寺 (士別市)
勝福寺（しょうふくじ）は、北海道士別市下士別町にある真宗大谷派の寺院である。山号は紫雲山。

## 寺院周辺
- 士別市立下士別小学校
- 士別市立多寄小学校
- 士別市立多寄中学校

## 交通アクセス
- JR北海道 宗谷本線下士別駅より徒歩15分